# Punta della Vecchia
El Punta della Vecchia és una muntanya de 2.387 metres dels Alps Penins, que es troba entre les regions de la Vall d'Aosta i del Piemont (Itàlia).

## SOUISA
Segons la definició de la SOIUSA, el cim té la següent classificació:
- Gran part: Alps occidentals
- Gran sector: Alps del nord-oest
- Secció: Alps Penins
- Subsecció: Alps Biellesi i Cusiane
- Supergrup: Alps Biellesi
- Grup: Cadena Tre Vescovi-Mars
- Subgrup:
- Codi: I/B-9.IV-A.1